# Décembre 1881

## Événements
- 2 décembre : élection générale québécoise de 1881. Le Parti conservateur du Québec avec Joseph-Adolphe Chapleau est reporté au pouvoir. Mise en place de la 5e législature du Québec.

- 14 décembre : fondation de la ville de Juneau, capitale de l'Alaska, en hommage au mineur canadien français Joseph Juneau.
- 18 décembre : dénombrement de la population française (réalisé pour la première fois à date fixe pour l'ensemble de la population)[1].

## Naissances
- 9 décembre : George Kendall promoteur sportif au Hockey et propriétaire des Canadiens de Montréal.
- 16 décembre : 
  - Nuno de Montemor (mort le 4 janvier 1964), auteur portugais
  - Henri Dentz (mort le 13 décembre 1945), général français.

- 20 décembre : Télesphore-Damien Bouchard, politicien libéral.
- 31 décembre : Albert Sévigny, homme politique fédéral provenant du Québec.